# Łysiczka śmierdząca

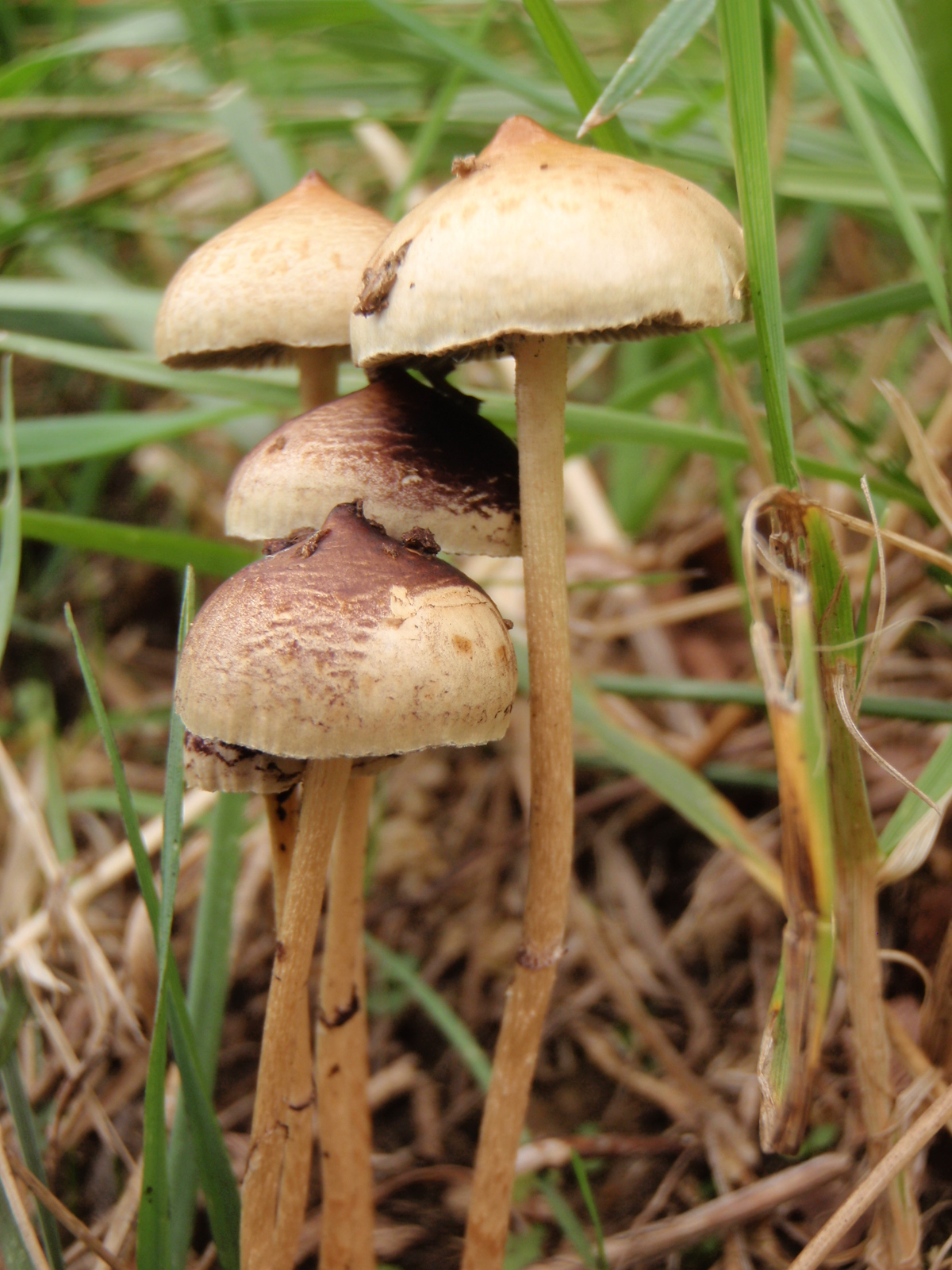

Łysiczka śmierdząca (Protostropharia luteonitens (Fr.) Redhead) – gatunek grzybów należący do rodziny pierścieniakowatych (Strophariaceae).

## Systematyka i nazewnictwo
Pozycja w klasyfikacji według Index Fungorum: Protostropharia, Strophariaceae, Agaricales, Agaricomycetidae, Agaricomycetes, Agaricomycotina, Basidiomycota, Fungi.
Po raz pierwszy takson ten opisał w 1832 r. Elias Fries, nadając mu nazwę Agaricus luteonitens. Obecną nazwę nadał mu w 2014 r. Scott Alan Redhead. Niektóre inne synonimy:
- Psilocybe luteonitens (Fr.) Park.-Rhodes 1951
- Stropharia luteonitens (Fr.) Quél. 1872[2].

Polską nazwę nazwę zaproponował w 2003 r. Władysław Wojewoda dla synonimu Psilocybe luteonitens, internetowy atlas grzybów podaje nazwę pierścieniak śmierdzący (dla synonimu Stropharia luteonitens). Obydwie polskie nazwy są niespójne z aktualną nazwą naukową.

## Morfologia
Kapelusz
Średnica 1–2,5 cm, początkowo stożkowy i brązowawożółty, później stożkowaty do półkulistego, beżowy lub słomkowożółty z ostrym garbkiem w środku, często na brzegu lekko bruzdkowany lub prążkowany. Powierzchnia gładka, w stanie suchym błyszcząca.
Blaszki
Przyrośnięte, o szerokości około 4 mm, średnio gęste, początkowo jasnoszare, później żółtawobrązowe z fioletowym odcieniem. Ostrza ząbkowane, białawe.
Trzon
Wysokość 2,5–4 cm, grubość 0,1–0–3 cm, cylindryczny, wewnątrz gąbczasty lub pusty, kruchy. Powierzchnia tej samej barwy co kapelusz, z białymi resztkami osłony, podstawa z białą grzybnią, czasami z pseudosklerocjum. W górnej połowie często występuje strefa pierścieniowa.
Miąższ
Dość twardy, pod skórką brązowy do żółtawego, głębiej białawy.
Cechy mikroskopowe
Podstawki 28– 37,5 × (9–)10,5–15,5 µm, szkliste i bezbarwne, o kształcie od cylindrycznego do maczugowatego, 2-zarodnikowe i 1-zarodnikowe, rzadko 3-zarodnikowe, sterygmy (2–)3–7(–8) μm. Bazydiospory 13,5–25 × 8–16 × 7,5–12,5 μm, w widoku z przodu elipsoidadalne lub prawie elipsoidalne, Q średnio =  1,59, w widoku z boku podobne, Q średnio= 1,65, fioletowawobrązowe, gładkie, o ścianach grubości 1–1,5 µm. Cheilocystydy 20–35 × 4–11 μm, szkliste i bezbarwne, czasami żółtobrązowawe, cylindryczne, cylindryczno-maczugowate, maczugowate, często z zaokrąglonym wierzchołkiem. Kaulocystydy liczne, 18–63 × 3,5–10,5 μm, szkliste, bezbarwne do żółtobrązowawych, cylindryczne, czasami maczugowate lub półbutelkowate, często mniej lub bardziej wygięte. Na strzępkach liczne sprzążki.
Gatunki podobne
Łysiczka śmierdząca od innych, podobnych gatunków odróżnia się kapeluszem z ostrym garbkiem, dużymi, ciemnymi bazydiosporami, 2-zarodnikowymi podstawkami, brakiem chryzocystyd, czasami obecnością pseudosklerocjum. Morfologicznie podobna jest łysiczka łajnowa (Protostropharia luteonitens), ale nie ma spiczastego garbka i 2-zarodnikowych podstawek.
73.

## Występowanie
Podano występowanie łysiczki śmierdzącej w Ameryce Północnej, Europie, Azji i Australii. Na północnej półkuli jest szeroko rozprzestrzeniona, ale rzadka. W Polsce W. Wojewoda w 2003 r. przytoczył 3 stanowiska (dla synonimu Psilocybe luteonitens), w późniejszych latach podano następne (dla synonimu Stropharia luteonitens). Znajduje się na Czerwonej liście roślin i grzybów Polski. Ma status E – gatunek wymierający, którego przeżycie jest mało prawdopodobne, jeśli nadal będą działać czynniki zagrożenia. Aktualne stanowiska podaje także internetowy atlas grzybów. Znajduje się w nim na liście gatunków zagrożonych i wartych objęcia ochroną.
Grzyb saprotroficzny.